# Apichatpong Weerasethakul
Apichatpong Weerasethakul, (Banguecoque, 16 de julho de 1970) é um realizador (diretor de cinema) do cinema independente tailandês. Criado em Khon Kaen, no nordeste da Tailândia, é licenciado em arquitetura pela Universidade de Khon Kaen e obteve um mestrado em Belas Artes na School of the Art Institute de Chicago. Em 1999 fundou Kick the Machine, uma companhia que se dedica ao fomento do cinema experimental e independente. 
O seu filme Lung Boonmee raluek chat (em inglês Uncle Boonmee Who Can Recall His Past Lives, que quer dizer O Tio Boonmee, que Recorda as Suas Vidas Passadas) foi galardoado com a Palma de Ouro do Festival de Cinema de Cannes de 2010.

## Filmografia
- Mysterious Object at Noon (Dokfa nai meuman), (2000)
- Blissfully Yours (Sud sanaeha) (2002), premiado  na seção de Cannes Un certain regard[2]
- The Adventure of Iron Pussy (Hua jai tor ra nong), co-diretor (2003)
- Tropical Malady (Sud pralad) (2004) (Prémio do júri do Festival de cinema de Cannes e eleito pela crítica o melhor filme da 28ª Mostra de Cinema de São Paulo)[2]
- Syndromes and a Century (Sang sattawat) (2006)
- Uncle Boonmee Who Can Recall His Past Lives (Lung Boonmee raluek chat) (2010) Palma de Ouro do Festival de cinema de Cannes
- Mekong Hotel (2012)
- Cemetery of Splendour (Rak Ti Khon Kaen) (2015)
- Memoria (2021) Prêmio do júri do Festival de cinema de Cannes